# Parornix compressa
Parornix compressa là một loài bướm đêm thuộc họ Gracillariidae. Nó được tìm thấy ở Afghanistan và Pakistan.